# Люберці II
Люберці II — залізнична станція Казанського напрямку Московської залізниці в місті Люберці Московської області. Станція була відкрита в 1912 році. За основним застосуванням є дільничною, за обсягом роботи віднесена до 1 класу.
Люберці II — перша станція після поділу колій Казанського і Рязанського напрямків. Станція не обладнана турнікетами.
На станції знаходиться одна острівна пасажирська платформа для електропоїздів.
Велика товарна і промислова станція.
В сторону селища Некрасівка від станції відгалужуються під'їзні колії до бетонного заводу (бетонний завод № 4 комбінату Мосінжбетон).